# Elezioni comunali in Piemonte del 1978
Le elezioni comunali in Piemonte del 1978 si tennero il 14-15 maggio.

## Provincia di Torino

### Cirié
| Partito                           | Partito                                       | Voti   | %     | Seggi | Differenza (%) | /       |
| --------------------------------- | --------------------------------------------- | ------ | ----- | ----- | -------------- | ------- |
|                                   | Democrazia Cristiana                          | 5 233  | 46,21 | 15    | 6,25           | 3       |
|                                   | Partito Comunista Italiano                    | 3 161  | 27,91 | 9     | 4,84           | 1       |
|                                   | Partito Socialista Italiano                   | 1 374  | 12,13 | 4     | 3,78           | 1       |
|                                   | Partito Socialista Democratico Italiano       | 517    | 4,56  | 1     | 1,59           | 1       |
|                                   | Partito Liberale Italiano                     | 455    | 4,02  | 1     | 1,21           | Stabile |
|                                   | Democrazia Proletaria                         | 237    | 2,09  | 0     | -              | -       |
|                                   | Movimento Sociale Italiano - Destra Nazionale | 172    | 1,52  | 0     | -              | -       |
|                                   | Partito Repubblicano Italiano                 | 103    | 0,91  | 0     | -              | -       |
|                                   | Democrazia Nazionale-Costituente di Destra    | 72     | 0,64  | 0     | -              | -       |
| Totale                            | Totale                                        | 11 324 | 100   | 30    |                |         |
| Fonte: Archivio storico La Stampa |                                               |        |       |       |                |         |

## Provincia di Novara

### Novara
| Partito                           | Partito                                       | Voti   | %     | Seggi | Differenza (%) | /       |
| --------------------------------- | --------------------------------------------- | ------ | ----- | ----- | -------------- | ------- |
|                                   | Democrazia Cristiana                          | 26 177 | 38,06 | 20    | 3,22           | 2       |
|                                   | Partito Comunista Italiano                    | 21 069 | 30,63 | 16    | 4,27           | 2       |
|                                   | Partito Socialista Italiano                   | 7 921  | 11,52 | 6     | 2,79           | 1       |
|                                   | Partito Socialista Democratico Italiano       | 3 918  | 5,70  | 3     | 3,38           | 1       |
|                                   | Movimento Sociale Italiano - Destra Nazionale | 2 678  | 3,89  | 2     | 2,08           | 1       |
|                                   | Partito Liberale Italiano                     | 2 607  | 3,79  | 1     | 2,29           | 2       |
|                                   | Partito Repubblicano Italiano                 | 2 062  | 3,00  | 1     | 0,36           | Stabile |
|                                   | Partito di Unità Proletaria per il Comunismo  | 1 533  | 2,23  | 1     | -              | 1       |
|                                   | Nuova Sinistra                                | 445    | 0,65  | 0     | -              | -       |
|                                   | Democrazia Nazionale–Costituente di Destra    | 369    | 0,54  | 0     | -              | -       |
| Totale                            | Totale                                        | 68 779 | 100   | 50    |                |         |
| Fonte: Archivio storico La Stampa |                                               |        |       |       |                |         |